# Vụ ám sát Andrei Karlov
Ngày 19 tháng 12 năm 2016, Đại sứ Nga tại Thổ Nhĩ Kỳ, Andrei Gennadyevich Karlov, đã thiệt mạng sau khi bị bắn nhiều phát đạn tại một cuộc triển lãm nghệ thuật ở thủ đô Ankara, Thổ Nhĩ Kỳ. Nghi phạm được nhanh chóng xác định là Mevlut Mert Altıntaş, một sĩ quan cảnh sát thuộc lực lượng chống bạo động không trong quá trình thực thi công vụ. Vụ ám sát diễn ra sau nhiều ngày biểu tình ở Thổ Nhĩ Kỳ phản đối sự tham gia của Nga trong cuộc nội chiến ở Syria và trận chiến ở Aleppo, mặc dù chính phủ Nga và Thổ Nhĩ Kỳ đang đàm phán một thỏa thuận ngừng bắn.

## Bối cảnh và động cơ
Vụ ám sát xảy ra sau một thời gian dài trong bầu không khí chính trị rất phân cực và kích động ở Thổ Nhĩ Kỳ, và sau nhiều ngày biểu tình của các phần tử Hồi giáo quá khích trong công chúng Thổ Nhĩ Kỳ chống lại sự tham gia của Nga trong cuộc nội chiến ở Syria và cuộc tấn công Aleppo.
Các quan chức Nga và Thổ Nhĩ Kỳ đã tổ chức nhiều cuộc điều đình để tiến hành một lệnh ngừng bắn ở Syria trong cuộc di tản khỏi Aleppo. Nga, Thổ Nhĩ Kỳ và Iran dự định gặp nhau để thương lượng giải quyết trong cuộc nội chiến Syria mà sẽ loại trừ Hoa Kỳ.
Kẻ sát nhân la lên, "Đừng quên Aleppo, Đừng quên Syria" bằng tiếng Thổ. Tổng thống Thổ Nhĩ Kỳ Recep Tayyip Erdoğan tuyên bố rằng vụ ám sát nhằm mục tiêu phá vỡ sự nồng ấm trong quan hệ Nga - Thổ Nhĩ Kỳ. Tờ New York Times cho thấy động cơ có thể là để trả thù việc Không quân Nga thả bom vào khu vực của quân nổi dậy ở Aleppo. Nhà cầm quyền Thổ Nhĩ Kỳ cho đây không phải là một hành động riêng lẻ, và cáo buộc phong trào Gülen đứng đằng sau vụ này. Ngoại trưởng John Kerry phê bình lời cáo buộc này là lố bịch và sai lầm.

### Động cơ
Mặc dù có vẻ đây là một hành động trả thù chống lại sự tham gia của quân đội Nga trong cuộc tấn công ở Aleppo như là một phần của cuộc Nội chiến Syria đang diễn ra, một số người nghi ngờ chủ nghĩa cực đoan Hồi giáo hoặc tinh thần chống Nga là nguyên nhân của cuộc tấn công. Tổng thống mới đắc cử của Mỹ Donald Trump lên án sát thủ là "một tên khủng bố hồi giáo cực đoan", và Duma, Quốc hội Nga, cho rằng, "Những thủ phạm trong cuộc khiêu khích ghê tởm này, cả người thi hành và những người hướng dẫn bàn tay khủng bố, xúi giục tinh thần bài Nga, thù hận dân tộc, tôn giáo và giáo phái, chủ nghĩa cực đoan và cuồng tín, phải đối mặt với sự trừng phạt xứng đáng của họ ".

## Diễn biến

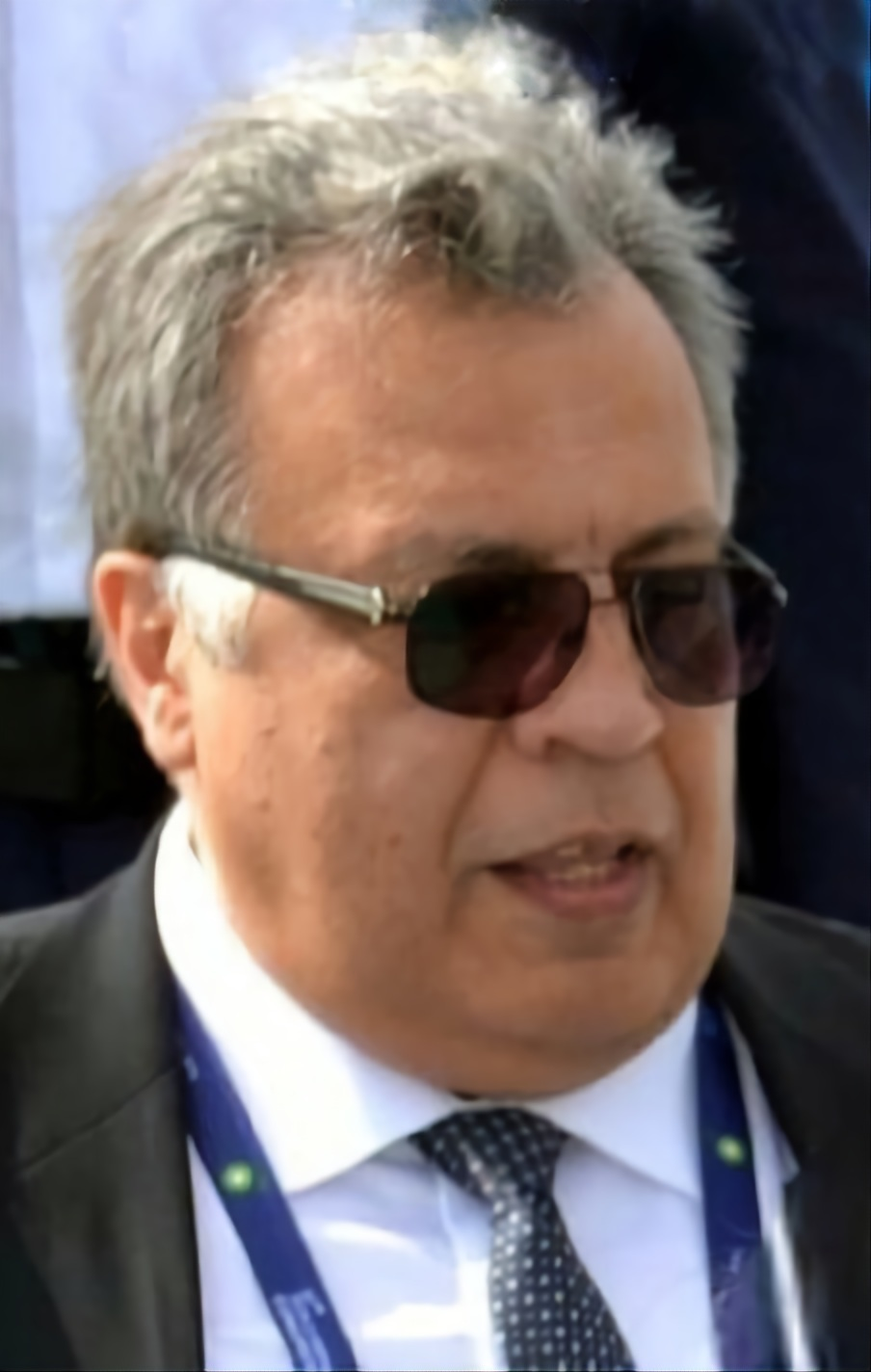
Andrey Karlov

Sự cố diễn ra tại lễ khai mạc triển lãm ảnh tại thủ đô Thổ Nhĩ Kỳ Ankara, tại một phòng triển lãm ở quận Çankaya của Ankara, bên cạnh đại sứ quán Nga và các đại sứ quán khác.
Khi Andrei Karlov đang phát biểu, ít nhất là ba đến tám viên đạn đã bắn vào ông từ khẩu súng ngắn của Mevlut Mert Altıntaş, một cảnh sát viên Thổ Nhĩ Kỳ mặc thường phục. Thủ phạm đã dùng khẩu súng công vụ của mình. Vì bài phát biểu bởi Karlow được quay phim, cuộc tấn công vào Karlov cũng được thu vô video. Kẻ sát thủ sau khi bắn đã la lên: "Allah là vĩ đại!" ("Allahu Akbar!"). "Đừng quên Syria! Đừng quên Aleppo! Khi nào mà những người ở đó không an toàn, các bạn sẽ không được an toàn. "
Trong cuộc tấn công ít nhất có thêm 2 người khác bị thương. Hung thủ khoảng nửa tiếng sau đó bị cảnh sát Thổ Nhĩ Kỳ bắn chết.

## Nạn nhân
Sinh ra tại Moskva vào năm 1954, Andrei Gennadyevich Karlov (tiếng Nga: Андрей Геннадьевич Карлов) được đào tạo tại Đại học Quốc gia Quan hệ Quốc tế Moskva (MGIMO) và Học viện Ngoại giao Bộ ngoại giao Liên Xô (nay là Học viện Ngoại giao Bộ ngoại giao Liên bang Nga). Ông bắt đầu sự nghiệp của mình tại Bộ Ngoại giao của Liên Xô vào năm 1976. Sau đó ông tiếp tục được chính phủ tín nhiệm, giữ các vị trí ngoại giao khác nhau tại cơ quan Đại sứ quán Nga tại Bắc Triều Tiên và Hàn Quốc. Từ năm 2001 đến 2006, ông giữ chức Đại sứ Nga tại Cộng hòa Dân chủ nhân dân Triều Tiên rồi được điều động về nước làm Phó Cục trưởng Cục Lãnh sự thuộc Bộ ngoại giao. Ông được bổ nhiệm làm Đại sứ Nga tại Thổ Nhĩ Kỳ kể từ tháng 7 năm 2013.
Andrei Karlov là đại sứ thứ tư của Nga đã thiệt mạng trong khi làm nhiệm vụ, đầu tiên là Alexander Griboyedov, bị giết năm 1829 tại Tehran , Pyotr Voykov, một công sứ Liên Xô tới Ba Lan, bị bắn chết ở Warsaw vào năm 1927.

## Thủ phạm
Thủ phạm được nhận diện là Mevlut Mert Altıntaş (IPA: [mevlyt mæɾt ɑɫtɯntɑʃ]; 22 tuổi), một cảnh sát viên Thổ Nhĩ Kỳ ngoài giờ làm việc. Y sinh năm 1994, tốt nghiệp từ Học viện Cảnh sát İzmir năm 2014, làm việc được 2 năm rưỡi cho cảnh sát Ankara và được người địa phương mô tả là một người nhanh nhẹn. 
Theo nhà chức trách, thủ phạm đã thuê phòng vào ngày 14 tháng 12 ở một khách sạn gần nhà triển lãm và đến vào ngày thứ Hai. Phòng này hiện được niêm phong. Theo tường thuật của các phương tiện truyền thông, kẻ tấn công, nhờ thẻ ID cảnh sát của mình mà vào được cuộc triển lãm. Theo đó, vũ khí của y gây báo động tại cửa khẩu an ninh, nhưng sau khi trình giấy tờ của mình y được mang vũ khí vào.
Sau khi bắn Karlov nhiều phán đạn, Altıntaş được báo chí tường thuật là đã hét lên: "Allahu Akbar (Allah là đấng vĩ đại) Đừng quên Aleppo, đừng quên Syria."  Sau vụ ám sát, Altıntaş sau 15 phút đấu súng bị lực lượng an ninh bắn hạ tại chỗ. Karlov đã được đưa vào bệnh viện, nhưng sau đó đã chết.
Mevlut Mert Altintas thuộc một nhóm cảnh sát đặc biệt. Nhóm này thuộc vòng bảo vệ thứ 2 sau những người bảo vệ trực tiếp cho tổng thống Thổ Nhĩ Kỳ Recep Tayyip Erdoğan. Từ tháng 7 cho tới nay anh ta đã 8 lần được trao nhiệm vụ bảo vệ Erdoğan tại các nơi công cộng.